# Konzervacija kamena
Konzervacija kamena jedna je od disciplina u sklopu konzervacije restauracije predmeta kulturne baštine. Konzervator restaurator kamena mora poznavati osnovne vrste kamena, te tehnologiju obrade istog, kao i temeljne značajke propadanja kamenih spomenika.
Vrlo su bitna i znanja o recentnim metodama konzervacije kamena, te etici konzervacije.Poznavanje barem osnova povijesti umjetnosti također je neophodno. Kod arheoloških predmeta   važno je i znanje o temeljnim postavkama arheologije. Nadalje je neophodna i upućenost u temeljne metode znanstvenog ispitivanja predmeta.

## Osnovne vrste

### Magmatske stijene
- granit
- gabro
- sijenit
- opsidijan
- bazalt

### Metamorfne stijene
- mramor
- škriljevac
- steatit
- gnajs
- serpentin

### Sedimentne stijene
- pješčenjak
- vapnenac
- dolomit
- travertin
- alabaster
- glineni škriljevac

## Konzervacija

### Povijesni objekti

#### Dokumentiranje zatečenog stanje
Sustavno i kvalitetno vođena dokumentacija se danas podrazumijeva kao bitan preduvjet kvalitetno provedenog konzervatorsko restauratorskog tretmana, a uključuje kako dokumentiranje stanja predmeta prije, tijekom i nakon zahvata, tako i obavezno navođenje svih materijala i postupaka korištenih pri radu, kao i rezultate eventualnih znanstvenih ispitivanja provedenih na predmetu. Sastavni dio dokumentacije mora biti i preporuka za daljnje čuvanje predmeta.

#### Donošenje odluka, te promišljanje o kratkoročnim i dugoročnim posljedicama zahvata
Poželjno je da u ovo promišljanje bude uključen što veći broj stručnjaka, kao minimum može se uključiti povjesničara umjetnosti, stručnjaka za propadanje kamena, te samog konzervatora restauratora.

#### Čišćenje
- mehaničko
- kemijsko
- lasersko

#### Konsolidacija
- Konsolidacija pomoću estera silicijeve kiseline
- Natapanje akrilnim smolama
- Konsolidacija pomoću funkcionalnih silana
- Hidrofobizacija
- Biološka metoda

#### Rekonstrukcije
- Rekonstrukcije od izvornog materijala
- Rekonstrukcije od drugih materijala

### Arheološki objekti

#### Dokumentiranje zatečenog stanja
Sustavno i kvalitetno vođena dokumentacija se danas podrazumijeva kao bitan preduvjet kvalitetno provedenog konzervatorsko restauratorskog tretmana, a uključuje kako dokumentiranje stanja predmeta prije, tijekom i nakon zahvata, tako i obavezno navođenje svih materijala i postupaka korištenih pri radu, kao i rezultate eventualnih znanstvenih ispitivanja provedenih na predmetu. Sastavni dio dokumentacije mora biti i preporuka za daljnje čuvanje predmeta.Kod arheoloških predmeta poželjno je i da dio dokumentacije budu i podaci o nalaženju, sastavu i dubini tla, odnosno dubini i sastavu vode, smjeru struja, te prisutnisti mikro i makroskopskih organizama.

#### Donošenje odluka, te promišljanje o kratkoročnim i dugoročnim posljedicama zahvata
Poželjno je da u ovo promišljanje bude uključen što veći broj stručnjaka, kao minimum možemo uzeti arheologa, stručnjaka za propadanje kamena, te samog konzervatora restauratora.

## Školovanje konzervatora   restauratora predmeta kulturne baštine od kamena
Školovanje je moguće na Akademiji likovnih umjetnosti u Zagrebu,te na Umjetničkoj akademiji u Splitu.

## Zakonska regulativa i zaštita prava konzervatora restauratora
Ako izuzmemo opće zakonske akte rad konzervatorsko-restauratorske službe u Hrvatskoj, pa stoga i restauratora kamena danas prije svega određuju sljedeći propisi:
Za restauratore i restauratore tehničare koji rade u Hrvatskom restauratorskom zavodu,Hrvatskom državnom arhivu,Nacionalnoj i sveučilišnoj knjižnici,te samostalno,odnosno za restauratore i preparatore koji rade u muzejima:
- Pravilnik o stručnim zvanjima za obavljanje poslova na zaštiti i očuvanju kulturnih dobara te uvjetima i načinu njihova stjecanja (NN 104/19 na snazi od 8.11.2019.)
- Pravilnik o uvjetima za dobivanje dopuštenja za obavljanje poslova na zaštiti i očuvanju kulturnih dobara (NN 98/18)

## Slobodni software uporabiv u konzervaciji kamena
- Fragment Reassembler,slobodni software za   prepoznavanje dijelova i sastavljanje fragmentiranih predmeta[1]
- Besplatni američki program za vodenje restauratorske dokumentacije[2]
- ACORN (A COnservation Records Network) ,besplatno američko web bazirano radno okružje za dokumentiranje konzervatorsko restauratorskih zahvata  Arhivirana inačica izvorne stranice od 7. listopada 2017. (Wayback Machine)
- Besplatni operativni sustavi: sve Linux distribucije (npr. Debian, Ubuntu, Fedora ,Slackware,Puppy Linux...)
- Besplatne alternative Microsoft Word(R)-u: OpenOffice.org,LibreOffice, AbiWord
- Uređivanje fotografija:GIMP, VIPS,[3] ImageJ
- Slobodni preglednici slika:GQview, Xnview,IrfanView
- Stolno izdavaštvo, izrada plakatnih prezentacija: Scribus

## Vanjske poveznice
- Stone Conservation- An Overview of Current Research  Arhivirana inačica izvorne stranice od 25. studenoga 2011. (Wayback Machine)
- Conservation of late medieval religious sculptures from the Zuidbroek church (Groningen, the Netherlands)  Arhivirana inačica izvorne stranice od 15. lipnja 2012. (Wayback Machine)
- Illustrated glossary on stone deterioration patterns
- Institut fuer Steinkonservierung - baza podataka o materijalima korištenim u konzervaciji kamena[neaktivna poveznica]
- Non-Destructive Field Tests in Stone Conservation
- РЕСТАВРАЦИЯ СКУЛЬПТУРЫ ИЗ КАМНЯ  Arhivirana inačica izvorne stranice od 9. siječnja 2012. (Wayback Machine)
- ПРОБЛЕМЫ КОНСЕРВАЦИИ, РЕСТАВРАЦИИ И АТРИБУЦИИ ПРОИЗВЕДЕНИЙ ИСКУССТВА  Arhivirana inačica izvorne stranice od 2. siječnja 2014. (Wayback Machine)
- Pung,O. Uberprüfung der Eignung reaktiver Methacrylatklebstoffe für die Restaurierung musealer S teinobjekte.Diplomski rad,2000.  Arhivirana inačica izvorne stranice od 24. veljače 2015. (Wayback Machine)
- ENTSALZUNG VON SKULPTUREN AUS ELBSANDSTEIN IM WASSERBADVERFAHREN[neaktivna poveznica]
- Cleaning Theseus and the Minotaur
- COREMANS project:Criteria for working in stone materials  Arhivirana inačica izvorne stranice od 14. travnja 2016. (Wayback Machine)

Video zapisi
- Septimius Severus Conservation
- David - Il Restauro
- Laser cleaning of a Marble Bust
- After the Fall: The Conservation of Tullio Lombardo's "Adam"